# Reprezentacja Bułgarii na Mistrzostwach Europy w Wioślarstwie 2010
Reprezentacja Bułgarii na Mistrzostwach Europy w Wioślarstwie 2010 liczyła 5 sportowców. Najlepszymi wynikami było 6. miejsce w dwójce bez sternika kobiet.

## Medale

### Złote medale
Brak

### Srebrne medale
Brak

### Brązowe medale
Brak

## Wyniki

### Konkurencje mężczyzn
- jedynka (M1x): Georgi Bożiłow – 8. miejsce
- dwójka podwójna wagi lekkiej (LM2x): Ljubomir Gospodinow, Wasil Witanow – 18. miejsce

### Konkurencje kobiet
- dwójka bez sternika (W2-): Kristina Bonczewa, Luiza-Marija Rusinowa – 6. miejsce